# Megszólító eset
Egyes flektáló nyelvek grammatikájában a megszólító eset (latin szóval vocativus, a vocare ’hívni’ igéből) az az eset, amellyel a beszélő közvetlenül hívja vagy szólítja meg azt, akivel kommunikációt kezdeményez. A beszédben sajátos hanglejtés jellemzi, amit írásban olykor felkiáltójellel adnak vissza, valamint a megszólító szót vagy szócsoportot elszigetelő szünetek, melyeket írásban vesszővel jeleznek mondaton belül. A megszólító esettel a beszélő főleg élőhöz (személyhez, állathoz), de élettelenhez is szólhat.
A „megszólító eset” terminust olyan nyelvek grammatikáiban használják, amelyekben van a megszólító esetnek az alanyesetétől különböző ragja legalább egyes szavakat illetően, de kiterjedt értelemben úgy tekintik, hogy azok a szavak is állhatnak ebben az esetben, amelyeknek nincs ilyen ragjuk. Eszerint a megszólító eset megjelenik minden főnév és melléknév ragozási paradigmájában akkor is, ha alakjuk ebben az esetben egybeesik az alanyesetű alakjukkal.
Az indoeurópai nyelvek fejlődésében különbségek vannak a raggal kifejezett megszólító eset fennmaradásában. A viszonylag magas fokú szintetizmussal rendelkező nyelvekben fennmaradt a névszóragozás és általában a megszólító eset is. Ilyen a szláv nyelvek többsége. A nyugati újlatin nyelvek viszonylag magas fokú analitizmus felé fejlődtek a latin nyelvhez képest, és kiveszett belőlük a névszóragozás, tehát a megszólító eset is. Ez csak a román nyelvben maradt fenn, de kisebb mértékben, mint a szláv nyelvekben. A germán nyelvekből, mint például az angol, szintén hiányzik a megszólító eset, amely helyett a szavak azon alakját használják, amelyet alanyi funkcióban is. Ugyanez a helyzet a magyar nyelvben is.
Elvileg a megszólító esetű szónak nincs mondattani funkciója, de képezhet tagolatlan mondatot.

## A közép-délszláv diarendszer nyelveiben
A közép-délszláv diarendszer nyelveiben (bosnyák, horvát, montenegrói, szerb) egyes nagy szókategóriák mindegyik szavának van jellegzetes ragja megszólító esetben. Ezek rendszerint a következők:
- -e:
  - egyes szám alanyesetben nem palatális mássalhangzóra végződő hímnemű főnevek: kume! „komám!”;[6]
  - egyes szám alanyesetben -ica végződésű nőnemű főnevek: ribice! „halacska!”;[7]
- -u – egyes szám alanyesetben palatális mássalhangzóra végződő hímnemű főnevek: prijatelju! „barátom!”;[8]
- -o – egyes szám alanyesetben -a végződésű nőnemű főnevek, kivéve az -ica végződésűeket: ženo! ’asszony!, feleségem!’;[9]
- -i – közös rag az egyes szám birtokos, részes, eszközhatározói és locativus esetekkel – egyes szám alanyesetben mássalhangzóra végződő nőnemű főnevek: noći! ’éjszaka!’[10]

Az -e rag előtt a szótővégi k, g, és h palatalizálódnak, azaz a č (magyar cs), ž (zs), illetve š (s) mássalhangzókba mennek át: vojniče! ’katona!’, vraže! ’ördög!’, duše! ’lelkem!’
Az -r-re végződő hímnemű főnevek közül azoknak, amelyeknek o van ez előtt, -e a ragjuk, pl. doktore! ’doktor!’ Ugyancszak -e a ragjuk azoknak a szavaknak, amelyeknek az -r előtt nullával váltakozó a-juk van: vetar ’szél’ → vetre! A többi -r-es szónak rendszerint -u a ragja megszólító esetben (pastiru! ’pásztor!’) vagy a kettő egyike: sekretaru! / sekretare! ’titkár!’
Más nagy kategóriákhoz tartozó szavakat megszólításhoz alanyesetű alakjukkal használnak. Ilyen minden szó többes számban, valamint a semlegesnemű főnevek és a melléknevek egyes számban is.
Sértő megszólításban a megszólító esetű szót megerősítheti a jelzőként utána tett jedan (hn.), jedna (nn.) ’egy’ számnév, vagy ennek tagadott alakja (nijedan, nijedna): Svinjo jedna! / Svinjo nijedna! ’Te disznó!’
Szokásos jelzős szószerkezet is lehet megszólító esetű: Gospodine Markoviću! ’Marković úr!’, Draga gospođo preds(j)ednice! ’Kedves elnökasszony!’

## A román nyelvben
Bár használatuk nem olyan rendszeres, mint a szláv nyelvekben, a románban is vannak saját ragjai a megszólító esetnek:
| Szám   | Nem                 | Ragok       | Példák                                                                            | Példák                               |
| Szám   | Nem                 | Ragok       | Alanyeset                                                                         | Megszólító eset                      |
| ------ | ------------------- | ----------- | --------------------------------------------------------------------------------- | ------------------------------------ |
| egyes  | hím- és semlegesnem | -e -le -ule | prieten (hn.) ’barát’, suflet (sn.) ’lélek’ fiu ’fiú’ (vki fia) unchi ’nagybácsi’ | prietene!, suflete! fiule! unchiule! |
| egyes  | nőnem               | -o          | fată ’lány’                                                                       | fato!                                |
| többes | mindhárom nem       | -lor        | fii ’fiúk’, suflete ’lelkek’, fete ’lányok’                                       | fiilor!, sufletelor!, fetelor!       |

Az alanyesetben -a-ra végződő női keresztneveknek megszólító esetben kétféle ragjuk lehet:
Ana → Ano! vagy Ană!;
Maria → Mario! vagy Marie!
Többes számban a megszólító eset ragja azonos a birtokos és a részes eset ragjával.
Az egyes szám alanyesetben -e-re végződő hím- és semlegesnemű főnevek megszólító esetű ragja egybeesik az alanyeset végződésével: frate ’fivér’ – frate!
Egyes más kategóriákhoz tartozó szavaknak nem lehet megszólító esetű ragjuk, pl. mamă! ’anyám!’, femeie! ’asszony!’, copii! ’gyerekek!’ Mások esetében kötelező a rag, pl. prietene! ’barátom!’, ’bunicule!’ ’nagyapa!’ Megint másoknak lehet ilyen ragjuk, de nem kötelező, használható a alanyesetű alakjuk is, pl. Florico! / Florica! A mai román nyelvben ezekben az esetekben inkább az alanyesetű alakot preferálják. Azok között a szavak között, amelyek esetében kötelező a rag, egyeseké ez csak az -e lehet (pl. prietene!), másoké csak az -(u)le (pl. fiule!, bunicule!), megint másoké lehet vagy az egyik, vagy a másik, pl. băiete! / băiatule! ’te fiú!’ Csak a használat rögzítette e ragváltozatok eloszlását, szabályok nincsenek erre vonatkozóan.
A főnevesített mellékneveknek mindnek van ragja megszólító esetben, hímnemben rendszerint -(u)le (deșteptule! ’nagyokos!’), nőnemben -o: Proasto! ’Te buta!’
Vannak olyan indulatszók, amelyek jellegzetesen a megszólításban használatosak, magukban vagy megszólító esetű szóval együtt. A leggyakoribb a măi: Măi, Ioane, mă auzi? ’Te Ion, hallasz engem?’
A románban is vannak főnévből és melléknévből alkotott megszólító esetű szószerkezetek, melyekben a melléknév jelző. Egyesekben egyik tagnak sincs ragja (pl. dragi prieteni! ’drága barátaim!’). Ritkábban ugyan, de előfordul, hogy mindkettőnek lehet ragja (pl. iubite unchi/unchiule! ’szeretett bácsikám!’). Máskor csak az egyik tagnak van ragja. Általában a jelző megelőzi a főnevet és ő veszi fel a ragot (pl. stimate domn! ’tisztelt uram!’), de olykor követi a főnevet, és ekkor ezen van a rag: prietene drag! ’drága barátom!’ Kivételesen a ’drágá’-nak megfelelő drag hímnem egyes szám megszólító esetben a nőnem egyes szám alanyesetű alakját veszi fel, például az előző példa megfordított szórendű változatában: dragă prietene!
Megszólító esetű főnévnek értelmezője is lehet, ugyancsak megszólító esetben: „Iancule, țintașule, / Mai încearcă-ți armele” ’Iancu, te céllövő, / Próbálgasd még a fegyvereidet’ (népköltészet).

## Megszólítás néhány megszólító eset nélküli nyelvben
Mindegyik nyelvben van közvetlen megszólítás. A megszólító eset nélküliekben a szó ugyanazzal az alakjával történik, mint amikor alanyi funkciója van, azzal a különbséggel, hogy jellegzetes hanglejtése van és szünetekkel elszigetelt, de ezekben sincs mondattani funkciója. Angol példa: Jane, are you ready? ’Jane, elkészültél?’
A magyarnak kiterjedt névszóragozási rendszere van ugyan, de hiányzik belőle a megszólító eset. Mégis a megszólításra használt szóval társíthatók olyan elemek, amelyek megerősítik ezt a használatát. Az egyik ilyen az egyes szám 1. személyű birtokos személyjel, birtokos jelentés nélkül, például az uram!, asszonyom! megszólításokban. Egyes szavakkal nem is helyes a megszólítás birtokos személyjel nélkül: Hogy hívják magát, barátom? (Mikszáth Kálmán).
A sértő megszólítást főnév vagy melléknév társítása a te személyes névmással erősíti meg: Neked van valakid, te gazember, Hát miért nem adtad oda neki, te bolond? (Mikszáth).
A francia nyelvben sincs megszólító eset, pl. Pierre, viens! ’Gyere, Pierre!’, de használható a megszólítással társítva az egyes szám 1. személyű birtokos determináns, például családtagokhoz intézve: mon père ’apám’, ma tante ’nénikém’, ma mère ’anyám’. A birtokos determinánssal való társítás kifejezhet különféle pragmatikai jelentésárnyalatokat is:
- vonzalmat: mon chéri ’drágám’;
- tiszteletet: mon capitaine ’százados úr’ (feljebbvaló szabályszerű megszólítása a francia hadseregben);
- bizalmaskodást, leereszkedést: mon cher monsieur ’drága uram’;
- agresszivitást: Je vous y prends, mon gaillard ! ’Megvan, maga agyafúrt fickó!’

A megszólítást megerősítheti a határozott névelő is, pl. Dormez, les champs ! dormez, les fleurs ! dormez, les tombes ! ’Aludjatok, mezők! aludjatok, virágok! aludjatok, sírok!’ (Victor Hugo). Használata főleg a fesztelen nyelvi regiszterre jellemző: Salut, l’homme ! ’Jó napot, ember!’ Bizalmaskodást is kifejezhet: Eh bien ! l’abbé, vous voilà enchanté ’Nos, abbé, most aztán örül’.